# Lijst van spelers van Lille OSC
Deze lijst bevat voetballers die bij het Franse voetbalclub Lille OSC spelen of gespeeld hebben. De namen zijn alfabetisch gerangschikt.

## A
- Éric Abidal
- Milenko Ačimovič
- Saad Agouzoul
- Kennet Andersson
- Benjamin André
- Jocelyn Angloma
- Pierre-Emerick Aubameyang

## B
- Jonathan Bamba
- Jean Baratte
- Salaheddine Bassir
- Michel Bastos
- Hatem Ben Arfa
- Jean Bigot
- Mathieu Bodmer
- Sven Botman
- Djezon Boutoille
- Domagoj Bradarić
- Gianni Bruno

## C
- Yohan Cabaye
- Zeki Çelik
- Benoît Cheyrou
- Bruno Cheyrou
- Joe Cole
- Pascal Cygan

## D
- Jonathan David
- Mathieu Debuchy
- Philippe Desmet
- Sébastien Dewaest
- Tiago Djaló

## E
- Anwar El Ghazi
- Vincent Enyeama
- Edon Zhegrova

## F
- Frank Farina
- José Fonte

## G
- Gervinho
- Ivo Grbić
- Angel Gomes
- Gabriel Gudmundsson
- Baptiste Guillaume

## H
- Eden Hazard

## J
- Adam Jakubech

## K
- Salomon Kalou
- Orestis Karnezis
- Ricardo Kishna
- Simon Kjær
- Viktor Klonaridis
- Patrick Kluivert
- Michael Klukowski
- Adick Koot

## L
- Bernard Lama
- Mickaël Landreau
- Stephan Lichtsteiner
- Isaac Lihadji

## M
- Junior Malanda
- Marvin Martin
- Rio Mavuba
- Kevin Mirallas

## O
- Peter Odemwingie
- Amadou Onana
- Divock Origi
- Victor Osimhen

## P
- Benjamin Pavard
- Benoît Pedretti
- / Nicolas Pépé
- Jérémy Pied

## R
- Adil Rami
- David Rozehnal

## S
- Renato Sanches
- Charly Samoy
- Antoine Sibierski
- Alphonse Six
- Mile Sterjovski
- André Strappe

## T
- Efstathios Tavlaridis

## V
- Erwin Vandenbergh
- Stephan Van Der Heyden
- Wim van Lent
- Jean Vincent

## W
- Timothy Weah
- Grégory Wimbée

## X
- Xeka

## Y
- Burak Yılmaz